# 414년

## 연호
- 동진(東晉) 의희(義熙) 10년
- 후진(後秦) 홍시(弘始) 16년
- 북위(北魏) 신서(神瑞) 원년
- 서진(西秦) 영강(永康) 3년
- 남량(南凉) 가평(嘉平) 7년
- 북량(北凉) 현시(玄始) 3년
- 서량(西凉) 건초(建初) 10년
- 북연(北燕) 태평(太平) 6년
- 하(夏) 봉상(鳳翔) 2년

## 기년
- 동진(東晉) 안제(安帝) 18년
- 북위(北魏) 명원제(明元帝) 6년
- 신라(新羅) 실성 마립간(實聖麻立干) 12년
- 고구려(高句麗) 장수왕(長壽王) 2년
- 백제(百濟) 전지왕(腆支王) 10년

## 사건
- 장수왕이 광개토태왕릉비를 건설함.